# Mestá
Mestá (Mesta) är en ort i Grekland.   Den ligger i prefekturen Chios och regionen Nordegeiska öarna, i den östra delen av landet, 190 km öster om huvudstaden Aten. Mestá ligger 118 meter över havet och antalet invånare är 337. Den ligger på ön Chios.
Terrängen runt Mestá är kuperad österut, men västerut är den platt. Havet är nära Mestá åt nordväst. Runt Mestá är det glesbefolkat, med 19 invånare per kvadratkilometer. Närmaste större samhälle är Thymianá, 19,3 km öster om Mestá. 